# Jewgienij Charitonow
Jewgienij Władimirowicz Charitonow (ros. Евгений Владимирович Харитонов; ur. 11 czerwca 1941 w Nowosybirsku, zm. 29 czerwca 1981 w Moskwie) – rosyjski dramatopisarz, poeta, prozaik, reżyser i kulturoznawca, uważany za jednego z nielicznych przedstawicieli radzieckiej literatury gejowskiej. W jego twórczości dominują motywy samotności i nieodwzajemnionej miłości homoseksualnej. Za życia Charitonowa jego utwory ukazywały się jedynie w samizdacie.